# Жартогай
Жартогай (каз. Жартоғай) — упразднённое село в Джангельдинском районе Костанайской области Казахстана. Входило в состав Албарбогетского сельского округа. Ликвидировано в 2009 году.

## Население
В 1999 году население села составляло 197 человек (107 мужчин и 90 женщин). По данным переписи 2009 года, в селе проживало 30 человек (18 мужчин и 12 женщин).